# تشاتشا (مشروب)

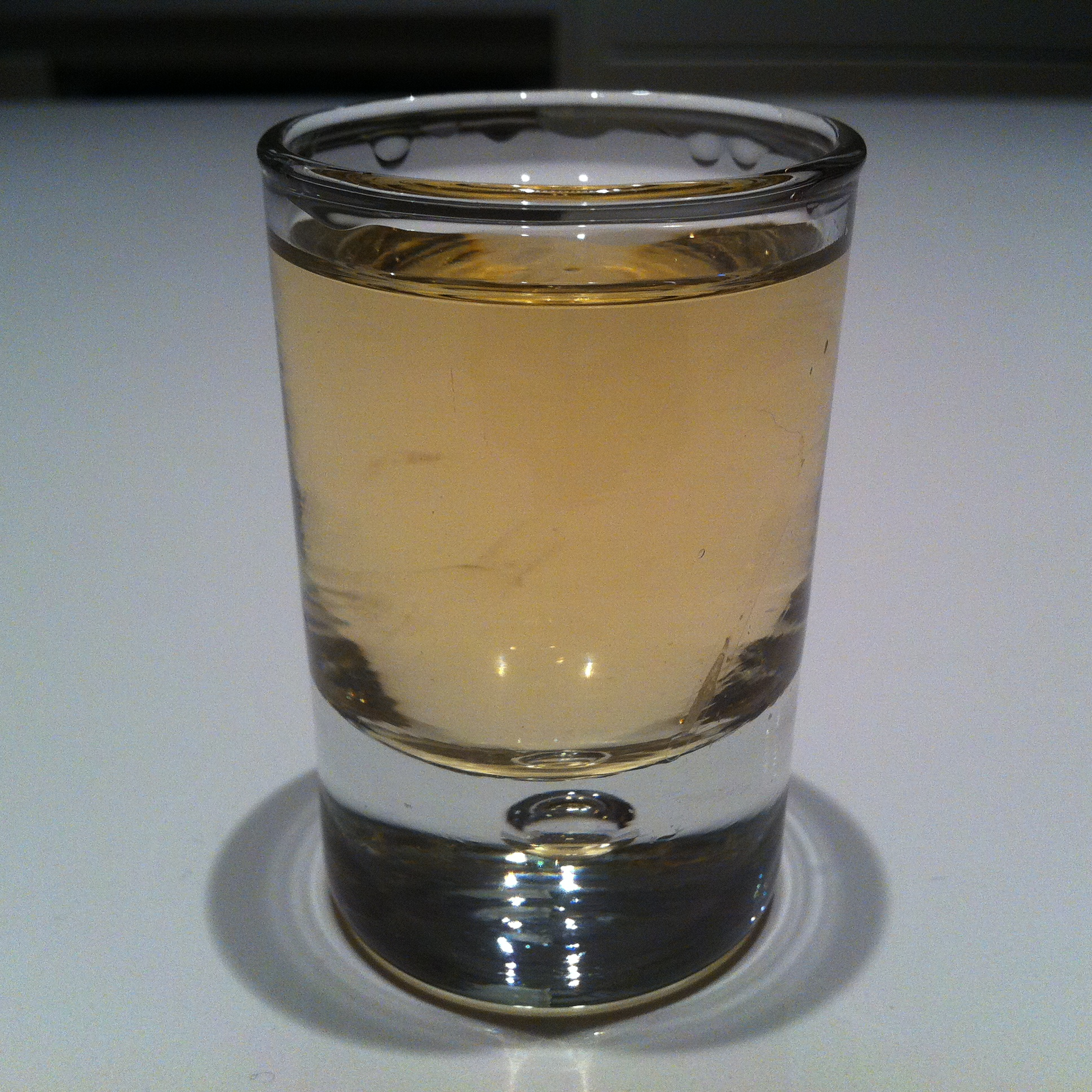
كوب من التشاتشا

تشاتشا (بالجورجية: ჭაჭა)، هو مشروب كحولي جورجي تقليدي فاتح اللون وقوي النكهة مصنوع أساسا بالعنب. تتراوح نسبة الكحول فيه ما بين 40% (المنتج الصناعي) و 65% (المنتج التقليدي).

## الاستعمالات
يستعمله العديد من الجورجيين مدعين أن لديه العديد من الفوائد الصحية لدرجة أنهم يقترحونها كعلاج لبعض الآلام كآلام المعدة.